# Platteau
Platteau is een Belgisch bier met hergisting op de fles.
Het bier wordt gebrouwen in Brouwerij Alvinne te Moen of Brouwerij Maenhout te Meulebeke door Brouwerij Het Alternatief uit Izegem.
Het is een blond lagerbier met een alcoholpercentage van 4,5%.